# …For Victory
…For Victory är ett album av bandet Bolt Thrower som släpptes 1994 på Earache Records.

## Låtlista
1. War – 1:16
2. Remembrance – 3:42
3. When Glory Beckons – 3:59
4. …For Victory – 4:50
5. Graven Image – 3:59
6. Lest We Forget – 4:37
7. Silent Demise – 3:54
8. Forever Fallen – 3:47
9. Tank (Mk I) – 4:15
10. Armageddon Bound – 5:13
11. World Eater '941
12. Overlord1

1: Bonuslåtar på japanska utgåvan